# Trivero
Trivero (Tërvé o Trivé in piemontese) è un municipio di 5 508 abitanti del comune di Valdilana, nella provincia di Biella, in Piemonte. A Trivero, e più specificatamente nella borgata di Ronco, si trova la sede del comune, che comprende anche gli ex comuni di Mosso, Soprana e Valle Mosso.
È un importante centro laniero ed è porta di accesso per la strada panoramica che attraversa l'Oasi Zegna.
Fino al 31 dicembre 2018 ha costituito un comune sparso, che confinava con i comuni di Camandona, Caprile, Crevacuore, Curino, Mezzana Mortigliengo, Mosso, Portula, Pray, Scopello (VC), Soprana, Strona, Vallanzengo, Valle Mosso e Valle San Nicolao.

## Storia
Nel Medioevo Trivero appartenne per lungo tempo ai vescovi di Vercelli. Nel XIV secolo la zona fu coinvolta dagli scontri tra i seguaci di Fra Dolcino e le truppe vescovili e feudali, che la stoncarono nel sangue catturando Dolcino sul Monte Rubello, a nord del paese. Nel 1379 Terivero entrò a far parte, assieme a buona parte del Biellese, dei domini dei Savoia. Nel 1798 vi venne eretto l'albero della libertà. 
Il 1º gennaio 2019 Trivero è stato fuso con i comuni di Mosso, Soprana, e Valle Mosso andando a formare il comune di Valdilana.

### Simboli
Lo stemma e il gonfalone del comune di Trivero erano stati concessi con decreto del presidente della Repubblica del 6 ottobre 1953.
Il gonfalone era un drappo rosso e di azzurro.

## Monumenti e luoghi d'interesse
Nella località di Bulliana si trova il santuario di Nostra Signora della Brughiera (assieme al santuario di Banchette uno dei maggiormente frequentati del biellese nord-orientale); vicino a Trivero si trova anche il Santuario del Mazzucco (in comune di Camandona), dedicato originariamente alla Madonna e a San Bernardo, e poi particolarmente a Sant'Anna.

## Società

### Evoluzione demografica
Abitanti censiti

## Geografia antropica

### Frazioni
Barbato, Barbero, Barozzo, Baso, Bellavista, Botto, Brovarone, Bulliana, Castello, Caulera, Centro Zegna, Cereje, Dosso, Ferla, Ferrero, Fila, Giardino, Gioia, Grillero, Guala, Lora, Loro, Marone, Mazza, Mazzucco, Molino, Oro, Piana, Polto, Ponzone, Pramorisio, Pratrivero, Rivarolo, Ronco (sede comunale), Rondò, Roveglio, Sant'Antonio, Sella, Trabaldo, Vaudano, Vico, Villaggio Residenziale, Zoccolo

## Amministrazione

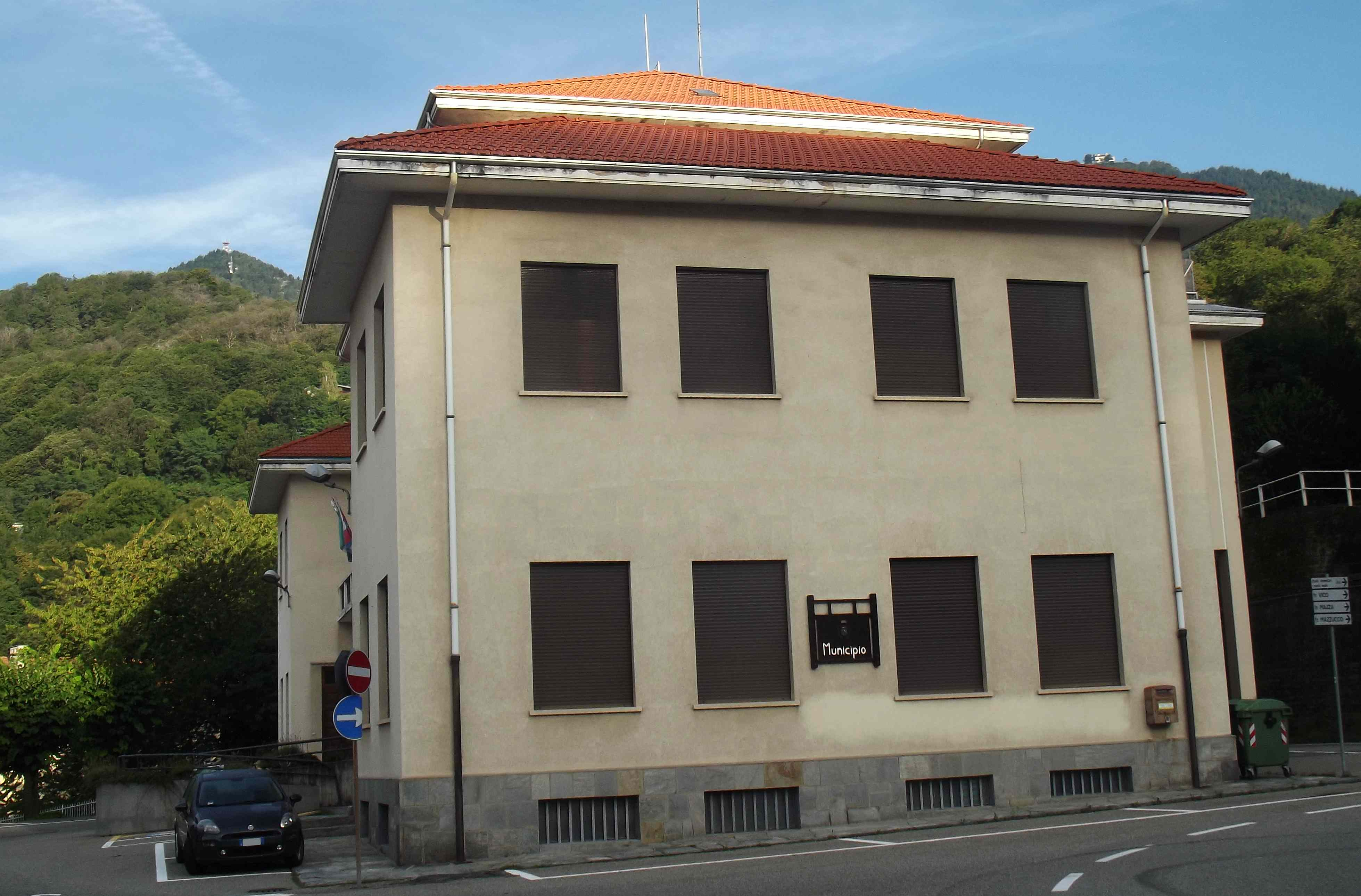
Il municipio (frazione Ronco)

Di seguito è presentata una tabella relativa alle amministrazioni che si sono succedute nell'ex comune.
| Periodo        | Periodo        | Primo cittadino   | Partito                         | Carica  | Note   |
| -------------- | -------------- | ----------------- | ------------------------------- | ------- | ------ |
| 28 aprile 1997 | 14 maggio 2001 | Giovanni Foglia   | lista civica                    | Sindaco | [ 11 ] |
| 14 maggio 2001 | 30 maggio 2006 | Clara Mello Rella | lista civica                    | Sindaco | [ 11 ] |
| 30 maggio 2006 | 16 maggio 2011 | Massimo Biasetti  | lista civica: tutti per Trivero | Sindaco | [ 11 ] |
| 16 maggio 2011 | in carica      | Massimo Biasetti  | lista civica: tutti per Trivero | Sindaco | [ 11 ] |

### Altre informazioni amministrative
Il comune ha fatto parte della soppressa Comunità montana Val Sessera, Valle di Mosso e Prealpi Biellesi, mentre fino al 2010 apparteneva alla Comunità montana Valle di Mosso, abolita in seguito all'accorpamento disposto dalla Regione Piemonte nel 2009.

## Galleria d'immagini

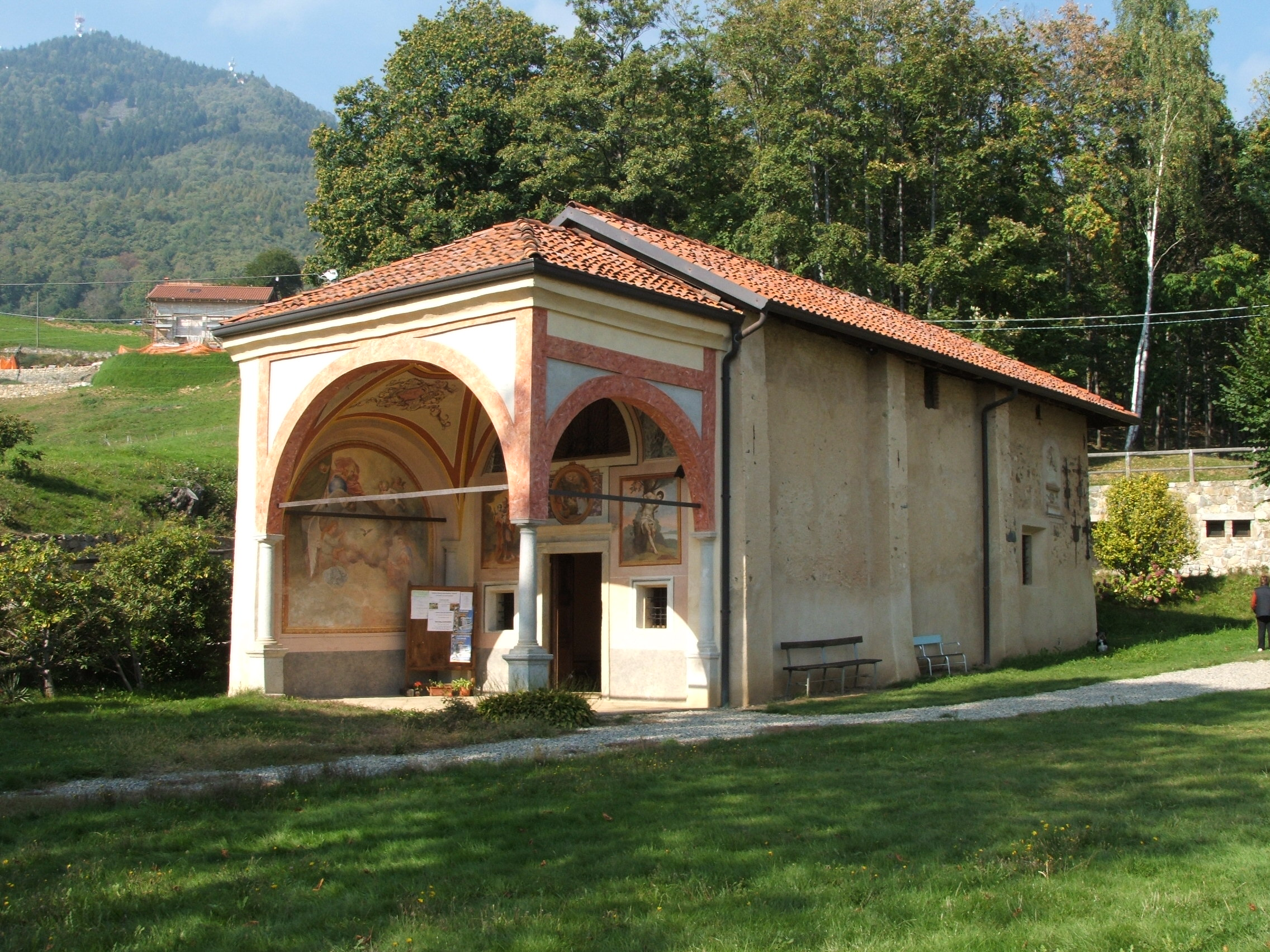
L'antica chiesetta presso il santuario di Nostra Signora della Brughiera
Panorama dalla panoramica Zegna in prossimità di Bielmonte